# José Forjaz

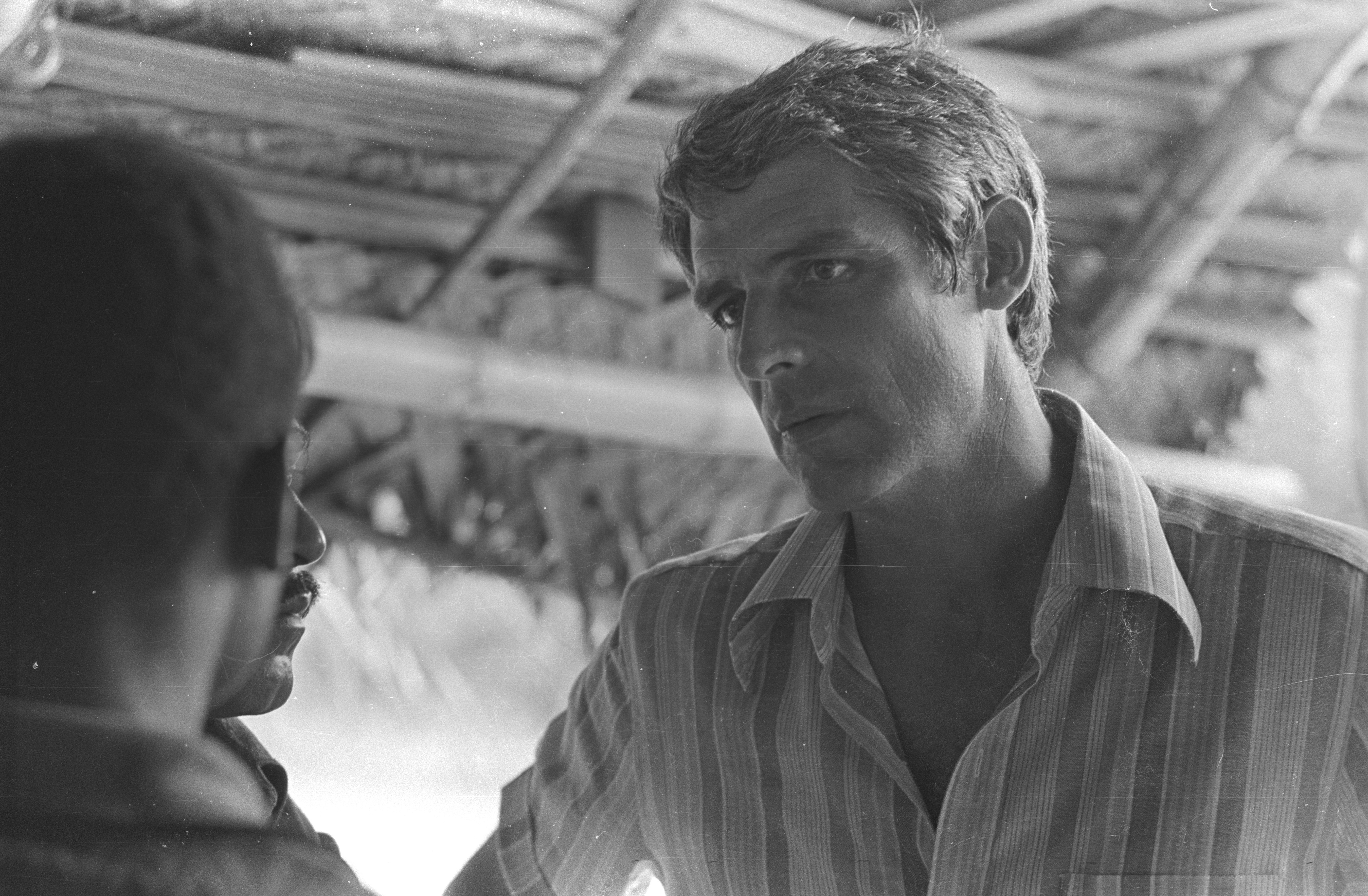
José Forjaz

José Alberto Basto Perreira Forjaz, kurz meist José Forjaz, (* 1936 in Coimbra, Portugal; † 25. Juni 2024 in Lissabon) war ein portugiesisch-mosambikanischer Architekt.

## Leben

### Ausbildung
José Forjaz wurde 1936 in der portugiesischen Universitätsstadt Coimbra geboren. Mit 16 Jahren zog er mit seiner Familie in die damalige portugiesische Kolonie Mosambik, wo er seine Sekundarschulausbildung abschloss. Mit 17 Jahren arbeitete er als Designer in der Kolonialbehörde für öffentlichen Bauten (Serviços Provinciais de Obras Públicas) unter Fernando Mesquita sowie als Praktikant des Architekten Pancho Guedes. Nach diesen Lehrjahren zog Forjaz 1955 nach Porto, wo er an der Escola Superior de Belas Artes Architektur studierte und mit der licenciatura 1966 abschloss. Für seinen Master of Science in Architektur besuchte Forjaz die Columbia University in New York (USA), den er 1968 abschloss.

### Ruf in den mosambikanischen Staatsdienst
Nach seiner Ausbildung zog er zurück nach Afrika und arbeitete zunächst in einem privaten Architekturbüro in Mbabane (Swasiland), später in Botswana. Nach Mosambik kehrte Forjaz 1974 zurück, das 1975 unabhängig wurde. Forjaz – als Mitglied der mosambikanischen Befreiungsbewegung und ab 1975 Regierungspartei FRELIMO – übernahm daraufhin aufgrund mangelnder Fachkräfte zwischen 1975 und 1986 verschiedenste Aufgaben im Staatsdienst. Zunächst, bis 1977, beriet er das neu gegründete Ministerium für öffentliche Bauten und Wohnen (Ministério das Obras Públicas e Habitação). Von 1977 bis 1983 war Forjaz für urbane/regionale Planung, Wohnen und soziale Einrichtungen in der Nationalen Dienststelle für Wohnen (Direcção Nacional de Habitação) zuständig. Zwischen 1983 und 1986 hatte Forjaz das Amt des Staatssekretärs für Raumordnung inne. Des Weiteren war Forjaz zwischen 1977 und 1986 Abgeordneter in der mosambikanischen Volksversammlung (Assembleia Popular).

### Arbeit als Architekturdozent
Nach einigen Auslandsaufenthalten als Gastprofessor für Architektur – u. a. in Italien, Portugal, den USA und Japan – wechselte 1990 José Forjaz zur größten staatlichen Universität Mosambiks, der Universidade Eduardo Mondlane. Dort gründete und leitete Forjaz bis 2009 die Fakultät für Architektur und Raumplanung, 2013 wurde Forjaz emeritiert. Nach seinem Ausscheiden aus dem Universitätsdienst leitete er sein eigenes Architekturbüro „José Forjaz – Arquitectos“ in Maputo und entwarf weiterhin zahlreiche Gebäude für private wie staatliche Auftraggeber.
Forjaz starb im Juni 2024 im Alter von 88 Jahren in Lissabon.

## Ehrungen

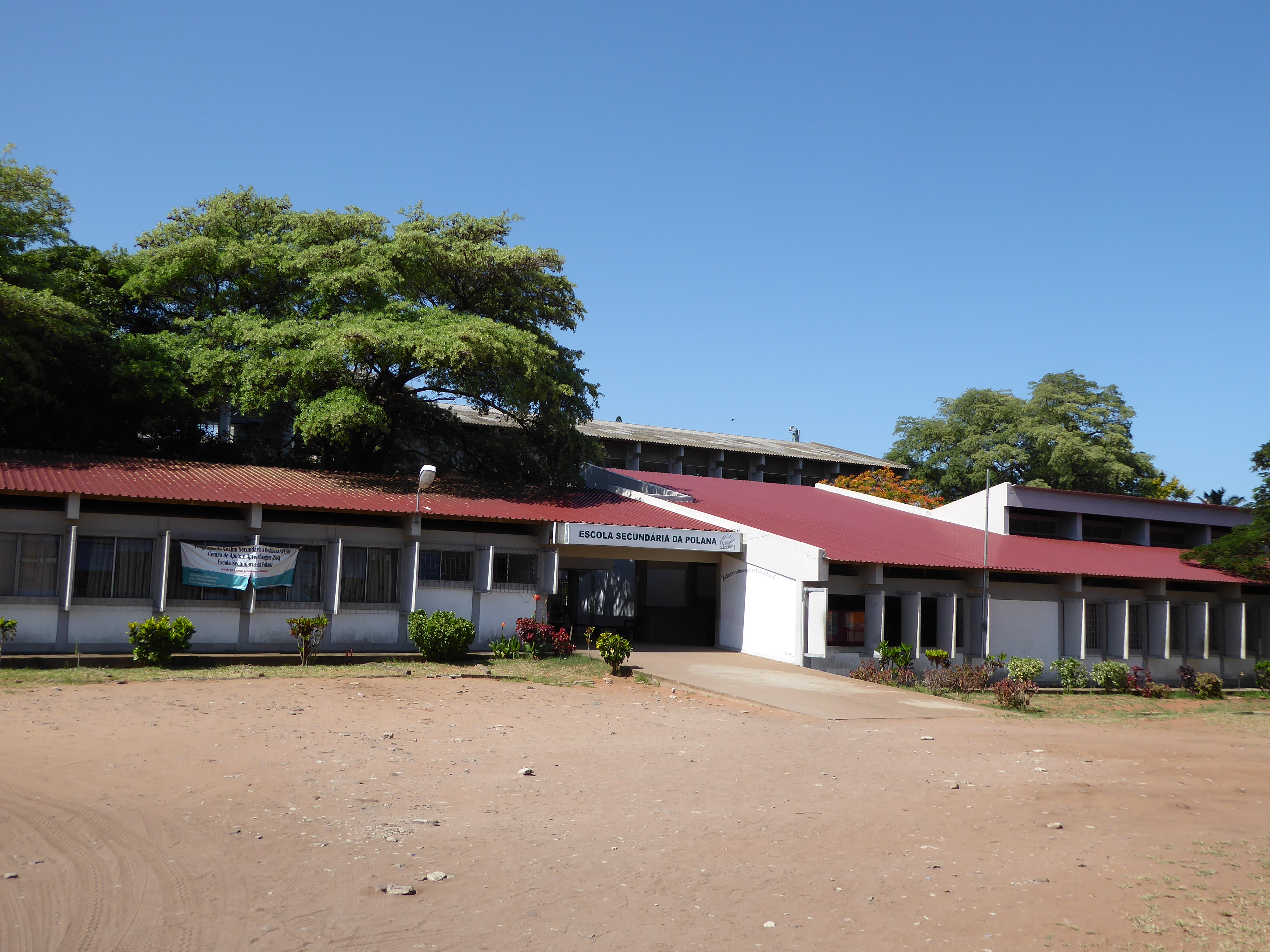
Gemeinsam mit dem Architekten João José Tinoco entwarf Forjaz 1970–73 das damalige Liceu D. Ana, heute Escola Secundária da Polana (Maputo, Mosambik)

- Veteranenmedaille des mosambikanischen Befreiungskampfes (Medalha de Veterano da Luta de Libertação de Moçambique), 1982[4]
- Ruth and Ralph Erskine Prize, 1989[4]
- Kommandant des Ordens des Sterns der italienischen Solidarität, 2001[4]
- Ehrenmitglied des Verbands der portugiesischen Architekten[4]
- Ehrendiplom des mosambikanischen Kulturministeriums für seine Verdienste um die Förderung und Weiterentwicklung der Künste und der Kultur, 2012[4]

## Werk
- Joseé Forjaz entwarf u. a. die monumentale Platzanlage für die mosambikanischen Heldinnen und Helden in Maputo, Mosambik (1976)Casa Secca, Maputo (1964)[3]

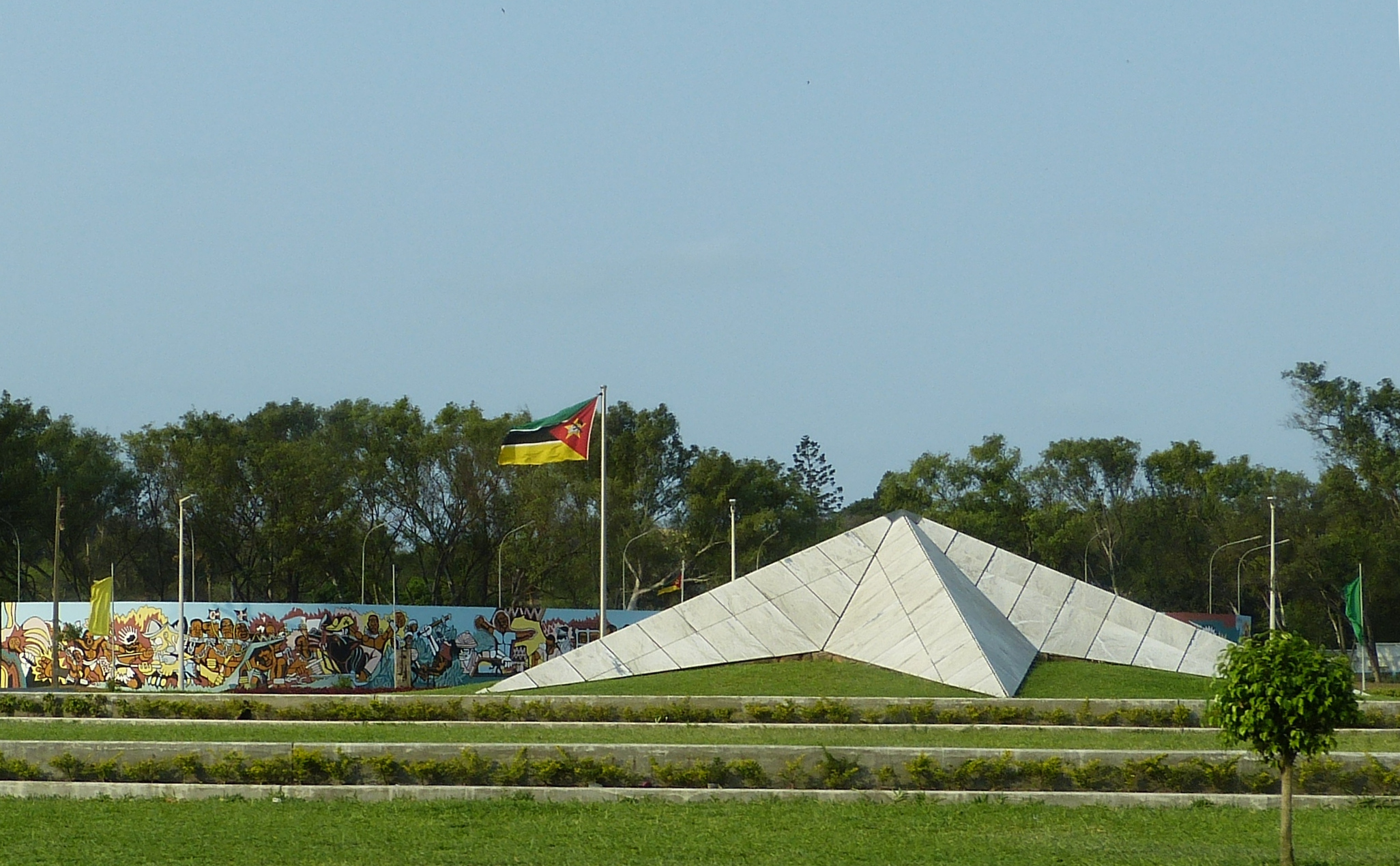
Joseé Forjaz entwarf u. a. die monumentale Platzanlage für die mosambikanischen Heldinnen und Helden in Maputo, Mosambik (1976)

- Genossenschaftskomplex, Granja do Mamão (1967)[3]
- University of Botswana and Swaziland, Swasiland (Ende der 1960er Jahre)[6]
- Escola Liceu D. Ana (heute Escola Secundária da Polana), Maputo (1970–73), in Zusammenarbeit mit João José Tinoco[7]
- Praça dos Heróis Moçambicanos, Maputo (1976)[8]
- Studierendenwohnheim, Nampula (ohne Datum)[3]
- Samora Machel Monument / Denkmal für den Flugunfall einer mosambikanischen Tupolew Tu-134, bei Komatipoort (1999)
- Innengestaltung der Niederländischen Botschaft, Maputo (2002–2004)[9]
- Fischereimuseum, Maputo (2008)[10]